# Маверик (окръг)
Окръг Маверик (на английски: Maverick County) е окръг в щата Тексас, Съединени американски щати. Площта му е 3346 km², а населението - 47 297 души (2000). Административен център е град Ийгъл Пас.